# Julio Romero de Torres

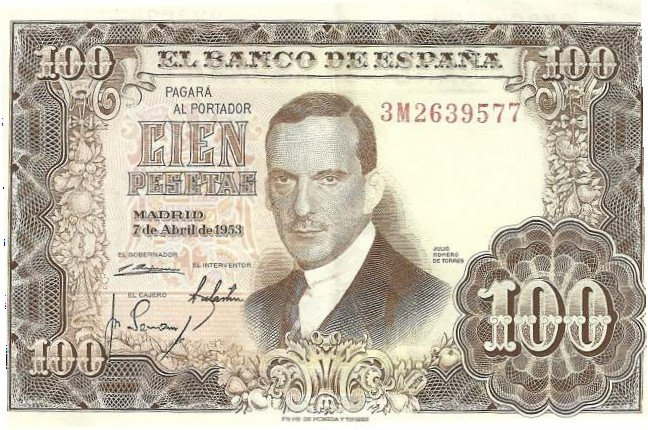
Portret Julia Romero de Torresa na banknocie o wartości 100 peset z 1953.

Julio Romero de Torres (ur. 9 listopada 1874 w Kordowie, Hiszpania, zm. 10 maja 1930 w tym samym mieście) – hiszpański malarz okresu realizmu, syn znanego hiszpańskiego malarza impresjonisty Rafaela Romero Barrosa, który był dyrektorem, kustoszem i założycielem Muzeum Sztuk Pięknych w Kordobie (hiszp. Museo de Bellas Artes de Córdoba).

## Życiorys

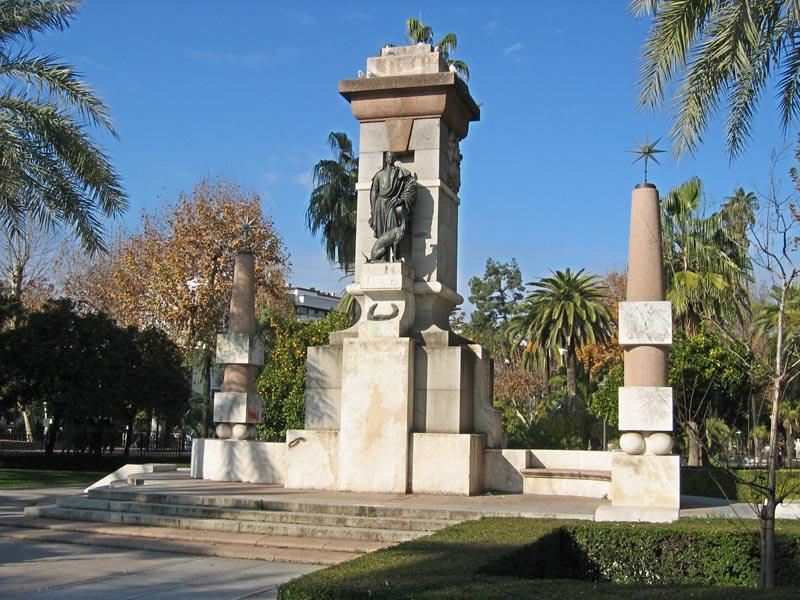
Pomnik Julia Romero de Torresa w Kordobie (Hiszpania).

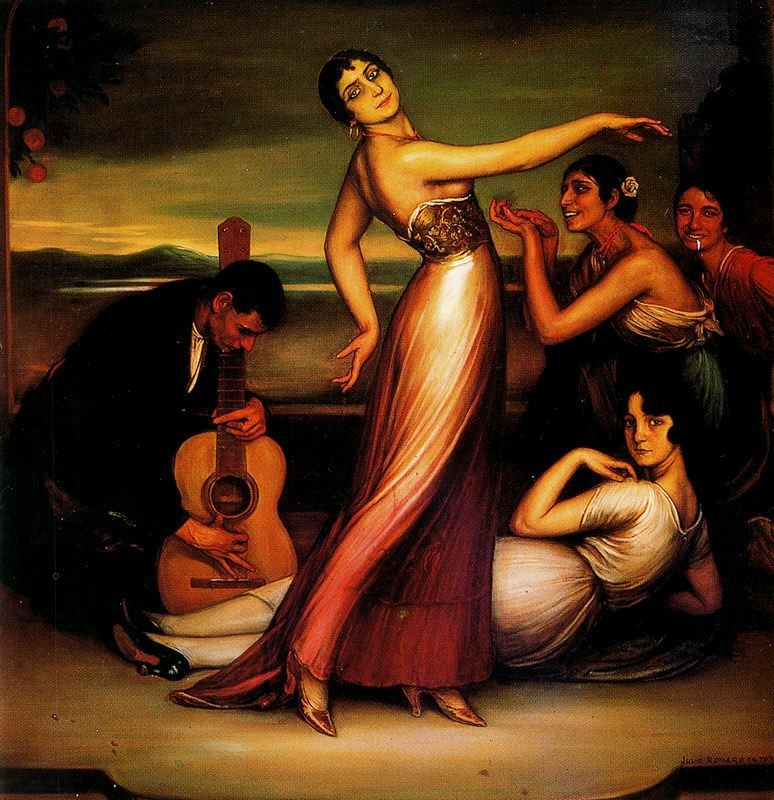
Szczęście, obraz Julia Romero de Torresa.

Większość swego życia spędził w Kordobie. Sztuką zainteresował się już w młodym wieku. Pierwsze nauki pobierał u ojca. Za jego namową w wieku 10 lat rozpoczął naukę w Szkole Sztuk Pięknych. Następnie w 1906 roku wyjechał do Madrytu gdzie podjął pracę i rozpoczął studia. Oba te miasta są najczęściej przedstawiane w jego malarstwie.
Potem podróżował po całej Europie gdzie pobierał dalsze nauki. W czasie podróży zainteresował się symbolizmem, z którego jest najbardziej znany.
W Kordobie przy Plaza del Potro 1 znajduje się muzeum jemu poświęcone i wystawiające jego prace.